# 막스 스클라다노프스키

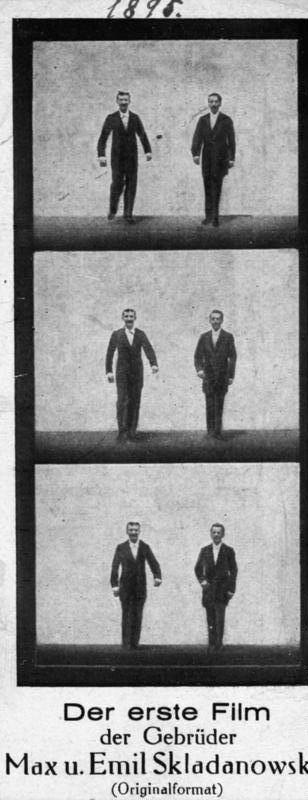
스클라다노프스키 형제가 최초로 찍은 필름 속의 자신들의 모습

막스 스클라다노프스키(Max Skladanowsky, 1863년 4월 30일 ~ 1939년 11월 30일)는 독일의 발명가이자 초기 영화 제작자이다. 형제인 에밀과 함께 비오스코프를 발명하였다. 비오스코프는 초기 형태의 영사기였는데, 이 두 형제는 1895년 11월 1일, 최초의 영화 발명가로 알려진 뤼미에르 형제보다 2개월 먼저 공중 앞에서 상영을 한 바 있다. 그러나 기술적으로는 뤼미에르 형제의 시네마토그래프가 나았다고 한다.

## 유산
빔 벤더스 감독은 훗날 이 두 형제에 관한 '스클라다노프스키 형제들(Die Gebrüder Skladanowsky)'(1995)이라는 영화를 제작하였다.